# Réfugiés mais humains
Pour plus de détails, voir Fiche technique et Distribution.
Réfugiés mais humains est un film documentaire réalisé en 2007 par S. Pierre Yaméogo et Pierre Rouamba. Le film est produit par Dunia Productions et porte un regard sur le quotidien des réfugiés centrafricains installés dans le camp d’Amboko, au Tchad.

## Synopsis
Le documentaire s’intéresse à la vie interne d’un camp de réfugiés, loin des images habituelles véhiculées par les reportages télévisés qui montrent généralement les façades extérieures. Le film met en avant les expériences vécues par les habitants du camp d’Amboko. Les réfugiés témoignent de leur quotidien et des contraintes auxquelles ils sont soumis, notamment la dépendance à des directives administratives et humanitaires strictes, comme la répartition des rations alimentaires calculées en « quantité de calories ». L’approche que le film propose est considérée comme humaniste, centrée sur la dignité et la parole des réfugiés eux-mêmes.

## Fiche technique
- Titre : Réfugiés mais humains
- Réalisation : S. Pierre Yaméogo[2], Pierre Rouamba
- Scénario : S. Pierre Yaméogo, Pierre Rouamba
- Caméra : S. Pierre Yaméogo
- Son : Pierre Rouamba
- Production : Dunia Productions
- Pays d’origine : Tchad, Burkina Faso
- Lieu de tournage : Camp de réfugiés d’Amboko, Tchad[3]
- Année de sortie : 2007
- Format : DVcam
- Langue : Version originale en français, sous-titres en anglais
- Durée : 33 minutes